# Лилиенберг, Юхан Георг
Юхан Георг Лилиенберг (швед. Johan Georg Lillienberg; 1713, Смоланд — 26 апреля 1798, Сёдерманланд) — шведский политический, государственный и дипломатический деятель периода Эры свободы. Член Королевской шведской академии наук.
В 1766 году стал бароном, с 1778 года — граф.

## Биография
Образование получил в Лунде. В 1731 году был принят на службу в Военную экспедицию. Позже назначен секретарём посольства в Вене, во время работы получил приказ отправиться в Константинополь для участия в переговорах о мире с Османской империей. В 1739 году договор был подписан. Затем Лилиенберг оставался в Константинополе до 1743 года. По возвращении из-за кордона, его деятельность была признана успешно проведенной.
В 1746 году получил назначение на должность председателя Апелляционного суда на Готланде. В следующем году назначен членом парламента и членом Тайного Совета. Стал известен, как один из самых активных представителей партия «шляп». В 1749 году он был назначен губернатором (landshövding) графства в провинции Турку-Пори (позже Або-Бьёрнеборгская губерния), в 1757 году переведен на аналогичную должность в округе Уппсала.
Продолжал активную деятельность в интересах своей партии в Риксдаге, до 1751 года входил в секретный комитет.
В 1762 году был назначен президентом Берг-коллегии Швеции. С 1768 года — член Королевской шведской академии наук.

## Награды
- Командор (1-го класса) Ордена Полярной звезды (KNO1kl) (1766).